# روبرت نيلسون (لاعب كرة قدم)
روبرت نيلسون (بالنرويجية البوكمول: Robert Nilsson)‏ هو لاعب كرة قدم نرويجي، ولد في 7 أبريل 1949 في فريدريكستاد في النرويج. شارك مع منتخب النرويج تحت 19 سنة لكرة القدم ومنتخب النرويج تحت 21 سنة لكرة القدم ومنتخب النرويج لكرة القدم. أما مع النوادي، فقد لعب مع نادي فريدريكستاد.

## وصلات خارجية
- روبرت نيلسون (لاعب كرة قدم) على موقع اتحاد النرويج (النرويجية)
- روبرت نيلسون (لاعب كرة قدم) على موقع قاعدة بيانات كرة القدم.إي يو (الإنجليزية)